# Jean de Bernieres-Louvigny

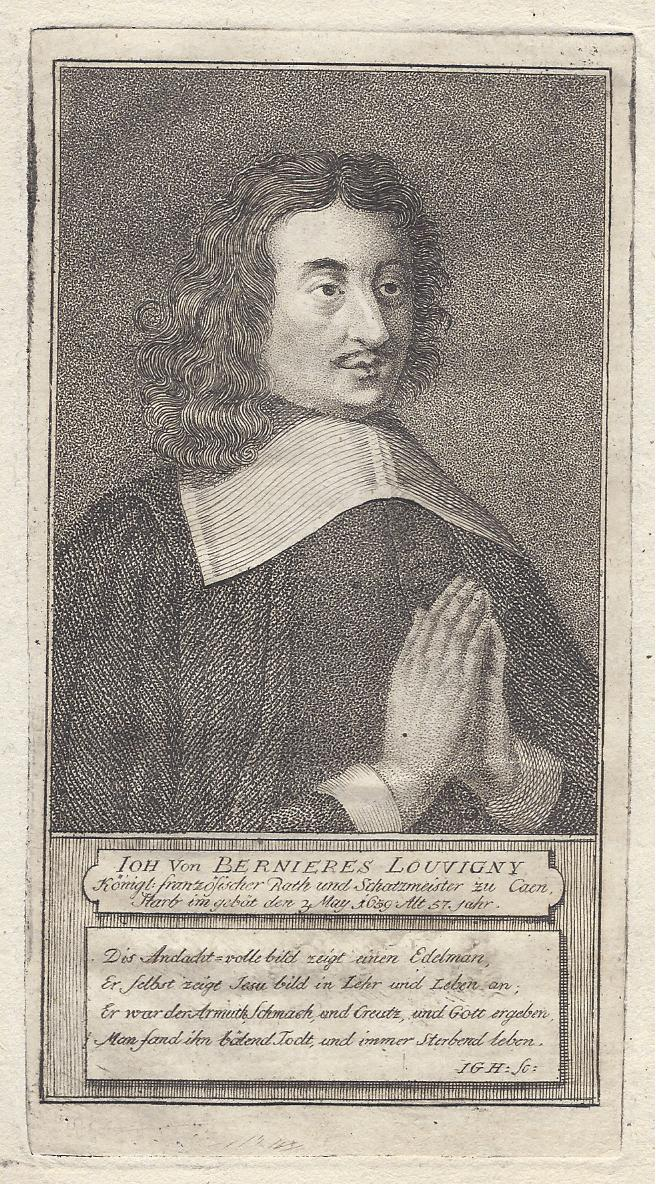
Jean de Bernieres-Louvigny, Kupferstich von Johann Georg Hertel nach Georg Andreas Wolfgang 1631

Jean de Bernieres-Louvigny (* 1602 in Caen; † 3. Mai 1659 ebenda) war ein französischer Mystiker aus dem Laienstand und geistlicher Schriftsteller.

## Leben
Jean de Bernieres-Louvigny wurde 1602 in der normannischen Stadt Caen als Edelmann geboren und arbeitete als königlicher Finanzbeamter. Nach einem Bekehrungserlebnis führte er ein asketisches Leben in einer Eremitage. Er wurde nie Kleriker, widmete sich aber der geistlichen Führung vieler Menschen und verfasste einige geistliche Schriften, die alle erst nach seinem Tode gedruckt wurden. Er führte ein beschauliches, aber auch karitatives Leben. Er starb in seiner Geburtsstadt am 3. Mai 1659.
Mehrere seiner Werke wurden nach seinem Tod durch die Glaubenskongregation auf den Index gesetzt, so 1689 Le Chrestien Interieur und 1690 Les Oeuvres spirituelles (zunächst in den italienischen Übersetzungen Il Christiano interiore bzw. Opere Spirituali).
Der deutsche Mystiker des reformierten Pietismus Gerhard Tersteegen (1697–1769) übersetzte 1727 erstmals seine Werke.

## Zitate
„Wenn auf Erden eine reine Liebe zu finden ist, so findet sie sich im Herzen, welches seine Demütigung lieb hat.“

„Die Tugenden, welche sich durch äußere Werke zeigen, sind sehr leicht zu üben, weil diese außerhalb des Menschen mit Leichtigkeit von unserer Seite und mit dem Beifalle anderer geschehen; aber die Tugenden, welche nur im Leiden bestehen, führen große Beschwernisse mit sich, wie z. B. Schande und Spott ausstehen, dabei geduldig sein und sich selbst aufgeben.“

## Schriften (Auswahl)
- Le Chrestien Interieur, Ou La Conformité Interieure Que doivent avoir les Chréstiens avec Jesus-Christ. Divisé en huit Livres, qui contiennent des sentiments tout divins. Par un Solitaire. Rouen 1660.
- Les Oeuvres spirituelles de monsieur de Bernieres Louvigni, ou Conduite asseurée pour ceux qui tendent à la perfection. (zwei Bände), bei Claude Cramoisy, Paris 1670/71.

Einige deutsche Übersetzungen seiner Schriften:
- Das verborgene Leben mit Christo in Gott, Reutlingen, 1835.
- Der innere Christ, Verlag G. J. Manz, Regensburg, 1837.
- Das verborgene Leben mit Christo in Gott. Aus den Schriften Johann von Bernieres-Louvigni gesammelt. Neue, verb. Orig.-Ausg., Wohlgemuth, Berlin 1841 Digitalisat
- Johannes Burkardt: Gerhard Tersteegen. Die Bernières-Louvigny-Übersetzungen. (=Siegener Beiträge zur Reformierten Theologie und Pietismusforschung Bd. 5). Luther-Verlag, Bielefeld 2023.